# La antología de Nicanor Parra según Niall Binns
La antología de Nicanor Parra según Niall Binns es una antología de poemas del escritor chileno Nicanor Parra, editada por el poeta de origen británico Niall Binns, preparada con ocasión de su obtención del Premio Iberoamericano de Poesía Pablo Neruda en 2012. La primera edición contó con una tirada de 1 500  ejemplares.

## El premio
La novena versión de este premio le fue otorgado a Parra por unanimidad el 7 de junio de 2012, fundamentalmente por su trayectoria y sus diversos aportes a la literatura hispanoamericana. El jurado estuvo conformado por la argentina Valeria Zurano, el cubano Virgilio López Lemus, el británico Niall Binns y los chilenos Pedro Gandolfo y Claudio Bertoni. El premio consistió en 60 mil dólares, más un diploma y una medalla.
Nicanor Parra decidió no asistir a la premiación, y en su representación envió a su nieto Cristóbal Ugarte, alias «el Tololo», quien durante la ceremonia, celebrada el 8 de agosto de 2012 en el salón Montt-Varas del Palacio de La Moneda, leyó un discurso redactado por su abuelo. Dicho discurso fue redactado casi por completo con copias textuales de distintos poemas: comienza con los poemas 20 y 21 de Pablo Neruda, y continúa con versos de sus propios poemas «No me explico, Sr. Rector» (escrito a su vez para su entrega de la Medalla Rectoral de la Universidad de Chile, en la Ceremonia de Inauguración del año académico 1999) y «Cristo de Elqui deplora la muerte de Pablo Neruda».

## Estructura
El libro abre con una breve presentación de Luciano Cruz-Coke, por entonces Ministro presidente del Consejo Nacional de la Cultura y las Artes de Chile entre 2010 y 2013, para continuar con un prólogo de Niall Binns, firmado en Madrid en septiembre de 2012, referido principalmente al estilo y diversidad de la obra de Parra, y que acaba mencionando las diferencias pero respeto que se tuvieron con el poeta Pablo Neruda.
Los poemas seleccionados por Binns están ordenados cronológicamente, especificando el libro original de Parra que los contiene. El primero, «Es olvido», fue publicado originalmente en 1942 en la antología de Tomás Lago titulada Tres poetas chilenos; los últimos, de tipo visual, pertenecen al catálogo Obras públicas de la exposición de 2006 en el Centro Cultural Palacio La Moneda. El libro cierra con el discurso de Parra y con el acta de premiación.

## Contenido
Los poemas que conforman la antología, agrupados según los libros a los cuales pertenecen, son los siguientes:
I. De Poemas y antipoemas (1954)
- «Es olvido»
- «Epitafio»
- «Recuerdos de juventud»
- «El túnel»
- «Los vicios del mundo moderno»
- «Soliloquio del individuo»

II. De La cueca larga (1958)
- «Brindis a lo humano y a lo divino»

III. De Versos de salón (1962)
- «La montaña rusa»
- «Viva la Cordillera de los Andes»
- «En el cementerio»
- «Conversación galante»
- «Vida de perros»
- «Discurso fúnebre»

IV. Manifiesto (1963)
V. De Canciones rusas (1967)
- «La fortuna»
- «Aromos»

VI. De Obra gruesa (1969)
- «Frases»
- «Saranguaco»
- «Padre nuestro»
- «Agnus Dei»
- «Test»
- «Mil novecientos treinta»
- «Siegmund Freud»
- «Defensa de Violeta Parra»
- «Un hombre»
- «Chile»

VII. De Emergency Poems (1972)
- «No creo en la vía pacífica»
- «Yo no soy un anciano sentimental»
- «Tiempos modernos»
- «Descorcho otra botella»

VIII. De Artefactos (1972)
- «La izquierda y la derecha unidas»
- «Todo»
- «Bien»
- «Sentado en un ánfora griega»
- «Poeta maldito versus página en blanco»
- «El poeta»
- «La poesía chilena»

IX. De Sermones y prédicas del Cristo de Elqui (1977)
- «I»
- «VI»
- «VIII»
- «XXIII»

X. De Nuevos sermones y prédicas del Cristo de Elqui (1979)
- «XXX»
- «XLI»
- «XLVI»

XI. De Chistes par(r)a (des)orientar a la poesía (policía) (1983)
XII. De Poesía política (1983)
- «Cristo de Elqui deplora la muerte de Pablo Neruda»

XIII. De Hoja de Parra (1985)
- «Qué gana un viejo con hacer gimnasia»
- «A propósito de escopeta»
- «Pronunciando tu nombre te poseo»
- «El hombre imaginario»
- «El poeta y la muerte»

XIV. «No me explico, señor rector (Foul Papers)»
Discursos de sobremesa (1999)
XV. De Lear, rey & mendigo (2004)
- «Acto 1, escena 4» (versos 732-899)

XVI. De Obras públicas (2006)
- «Poesía visual»
- «La máquina del tiempo»
- «Respuestas del oráculo»
- «Voy & vuelvo»